# (543354) 2014 AN55
2014 AN55 ist ein großes transneptunisches Objekt, welches bahndynamisch als SDO oder auch allgemeiner als «Distant Object» eingestuft wird. Aufgrund seiner Größe ist der Asteroid ein Zwergplanetenkandidat.

## Entdeckung
2014 AN55 wurde von einem Astronomenteam mit dem 1,8-m-Pan-STARRS-Teleskop (PS1) am Haleakalā-Observatorium (Maui) auf Aufnahmen vom 5. Januar 2014 entdeckt. Die Entdeckung wurde am 17. Juli 2016 bekanntgegeben.
Nach seiner Entdeckung ließ sich 2014 AN55 auf Fotos vom 12. März 2005, die am Apache-Point-Observatorium (SDSS) gemacht wurden, zurückgehend identifizieren und so sein Beobachtungszeitraum um neun Jahre verlängern, um seine Umlaufbahn genauer zu berechnen. Im Juli 2018 lagen insgesamt 133 Beobachtungen über einen Zeitraum von 11 Jahren vor. Die bisher letzte Beobachtung wurde im Juni 2015 im Rahmen des Pan-STARRS-Programmes durchgeführt.

## Eigenschaften

### Umlaufbahn
2014 AN55 umkreist die Sonne in 420,87 Jahren auf einer stark elliptischen Umlaufbahn zwischen 34,30 AE und 78,01 AE Abstand zu deren Zentrum. Die Bahnexzentrizität beträgt 0,389, die Bahn ist 9,43° gegenüber der Ekliptik geneigt. Derzeit ist der Planetoid 46,44 AE von der Sonne bzw. 45,48 AE von der Erde entfernt. Das Perihel durchläuft er das nächste Mal 2070, der letzte Periheldurchlauf dürfte also im Jahre 1649 erfolgt sein. (Stand 1. Februar 2019)
Marc Buie (DES) stuft ihn als SDO ein; das Minor Planet Center führt es ebenfalls als SDO und auch als «Distant Object».

### Größe
Derzeit wird von einem Durchmesser von etwa 561 km ausgegangen, basierend auf einem Rückstrahlvermögen von 9 % und einer absoluten Helligkeit von 4,6 m. Die scheinbare Helligkeit von 2014 AN55 beträgt 21,05 m.
Da anzunehmen ist, dass sich 2014 AN55 aufgrund seiner Größe im hydrostatischen Gleichgewicht befindet und somit weitgehend rund sein muss, sollte er die Kriterien für eine Einstufung als Zwergplanet erfüllen. Mike Brown geht davon aus, dass es sich bei 2014 AN55 um wahrscheinlich einen Zwergplaneten handelt.
| Jahr                                         | Abmessungen km | Quelle   |
| -------------------------------------------- | -------------- | -------- |
| 2018                                         | 671,0          | Johnston |
| 2018                                         | 561,0          | Brown    |
| Die präziseste Bestimmung ist fett markiert. |                |          |